# Siège de Jérusalem (70)
Pour les articles homonymes, voir Siège de Jérusalem.
Première Guerre judéo-romaine
 (février 2025).
Améliorez-le ou discutez des points à vérifier. 
La prise de Jérusalem en 70 ap. JC est l'événement décisif de la première guerre judéo-romaine, la chute de Massada en 73 ou 74 y mettant un terme.
L'armée romaine menée par le futur empereur Titus, secondé par Tibère Alexandre, conquiert la ville de Jérusalem, qui avait été gérée par des juifs depuis 66. La ville est conquise et le second Temple de Jérusalem détruit. Seul le mur d'enceinte occidental subsiste.
La destruction du Temple est un événement majeur pour l'histoire et la tradition juives commémoré chaque année par les Juifs lors du jeûne du 9 Av. Elle est également importante pour la théologie chrétienne. Cet événement a été conté en détail par l'historien juif Flavius Josèphe.

## Prélude
Depuis la prise de Jérusalem par Pompée en 63 avant JC, les Romains occupent et gouvernent la Judée, parfois par l'intermédiaire de princes comme Hérode Ier le Grand ou Hérode Agrippa Ier, parfois directement par des procurateurs qui suscitent l'hostilité des Juifs.
Selon Flavius Josèphe, les causes immédiates d'une révolte juive en 66, sont un sacrifice païen devant l'entrée de la synagogue de Césarée, suivi par le détournement de 17 talents du trésor du Temple de Jérusalem, par le procurateur Gessius Florus. L'acte décisif qui signe la rupture d'avec Rome est la décision d'Éléazar, fils du grand-prêtre Ananias et chef de la police du Temple, de ne plus accepter le sacrifice quotidien pour l'Empereur.
La révolte, dont Ernest Renan écrit qu'elle constitue « un accès de fièvre qu'on ne peut comparer qu'à celui qui saisit la France durant la Révolution et Paris en 1871 », connaît d'abord quelques succès. Les Juifs sous la conduite des zélotes mettent en fuite à Beth-Horon, non loin de Jérusalem, la XIIe légion du gouverneur de Syrie Cestius Gallus, puis s'emparent de Jérusalem et contrôlent alors la Judée et la Galilée, dans un court moment d'unité nationale. Aussi les Romains dépêchent-ils dès 67 le général Flavius Vespasien qui reprend, en 67-68, le contrôle de la Galilée et de la Samarie.
La fuite de l'empereur Néron suivie de son suicide en 68 amène Vespasien à se lancer dans la lutte pour la dignité impériale. Il interrompt donc la guerre contre les Juifs pour mener sa prise du pouvoir à partir d'Alexandrie. Les combats connaissent alors une accalmie que les Juifs ne mettent pas à profit pour s'organiser.
L'accession à l'Empire assurée, Vespasien part pour Rome et laisse le commandement des légions de Judée à son fils Titus, qui quitte Césarée peu de temps avant la Pâque juive 70 pour mettre le siège devant Jérusalem après, selon Dion Cassius, un essai de négociations.

## Le siège

### Les forces en présence
Titus est secondé par Tibère Alexandre, apostat du judaïsme, ancien procurateur de Judée, qui connaît donc la région et qui a déjà massacré des Juifs à Alexandrie en tant que préfet d'Égypte sous Néron. Il fut aussi un des premiers partisans de Vespasien dans sa lutte pour l'Empire. Ils sont à la tête de quatre légions, la Ve Macedonica, la Xe Fretensis, la XVe Apollinaris, et la XIIe Fulminata, soit environ 24 000 hommes, doublés par autant de soldats recrutés par Titus et encore renforcés par 5 000 hommes de l'armée d'Alexandrie et des garnisons de l'Euphrate, soit plus de 50 000 hommes, ou même 80 000 hommes selon Graetz[réf. nécessaire].
Selon Flavius Josèphe, ce sont 23 400 hommes que les Juifs peuvent opposer aux Romains, mais ils appartiennent à des factions antagonistes et obéissent à de multiples chefs qui se sont entretués dans une féroce guerre civile. Le seul allié extérieur est le royaume d'Adiabène, et son roi Monobaze II. Au début du siège, au printemps 70, Jérusalem est tenue par trois factions zélotes dirigées par Éléazar ben Simon, un autre des vainqueurs de Beth Horon, dont la forteresse est la cour intérieure du Temple, Simon bar Giora qui tient la ville haute et partie de la ville basse et Jean de Gischala qui tient le mont du Temple. Selon Tacite, « ce n'était entre eux que combats, trahisons, incendies et une partie du blé avait été dévorée par les flammes ».

### La ville de Jérusalem auIersiècle

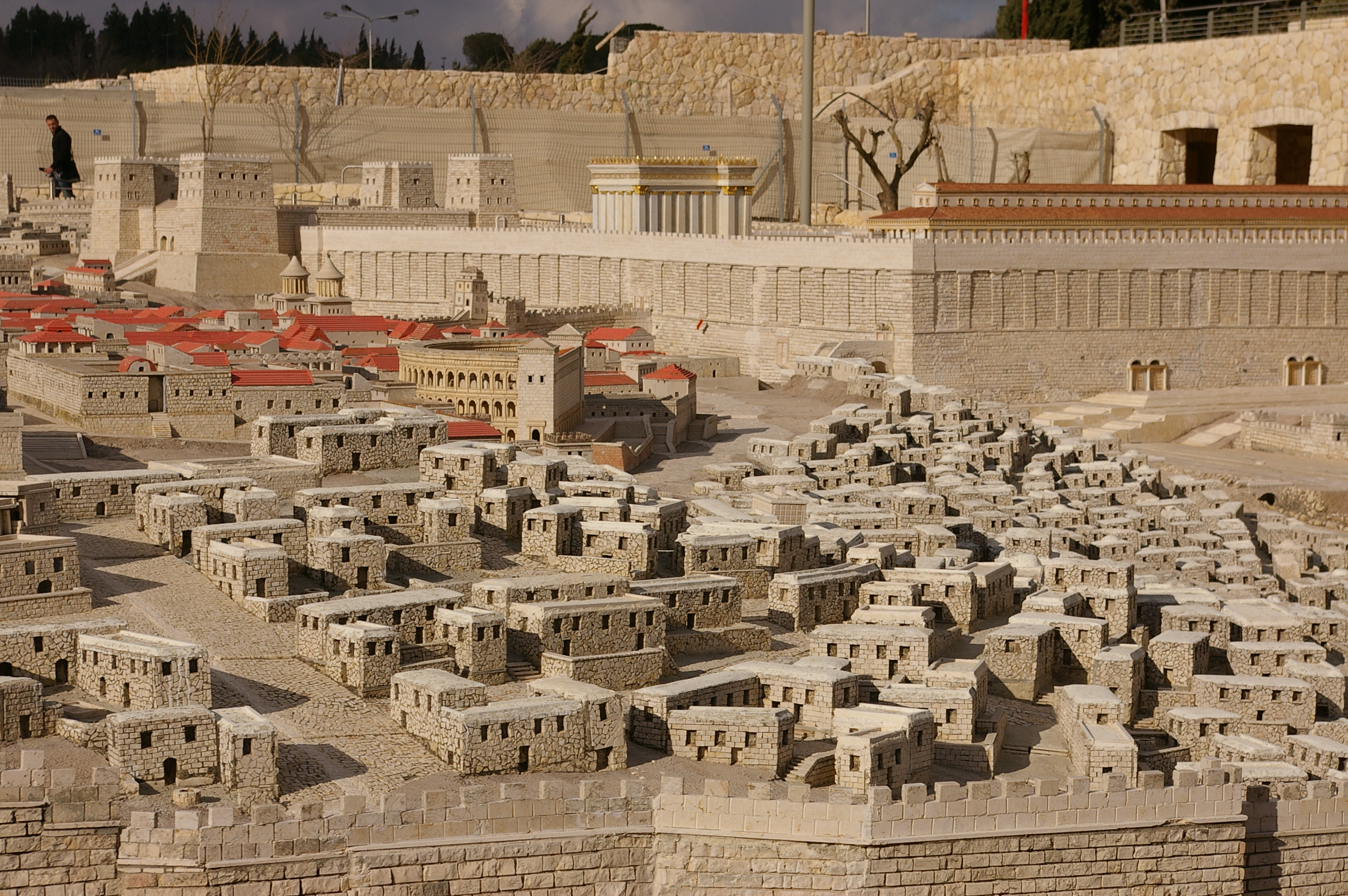
Maquette de Jérusalem au Ier siècle - la ville basse, le Temple et la forteresse Antonia, à gauche.

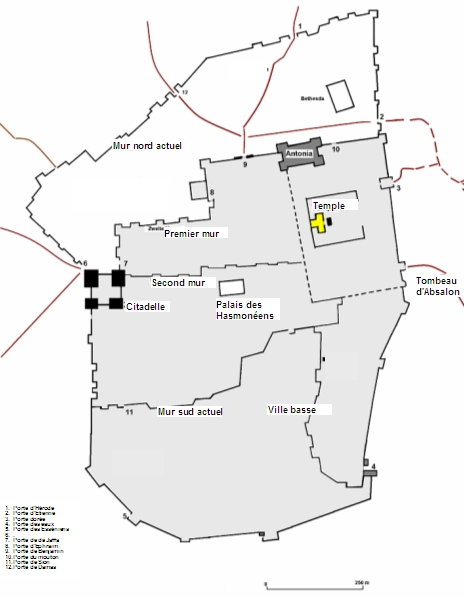
Plan approximatif de la Jérusalem du Ier siècle et sa localisation par rapport à la vieille ville actuelle. Lors du siège de Jérusalem existait un troisième mur au nord construit lors du règne du roi Agrippa Ier (41-44).

Jérusalem, entièrement ceinte de remparts, fait à l'époque 7 kilomètres de tour et peut abriter au moment du siège 600 000 personnes. Hérode l'avait transformée par d'importants travaux qui lui ont donné un caractère hellénistique avec ses palais et ses tours qui servent de casernes aux troupes variées qui occupent la ville. Pline l'Ancien écrit qu'elle est « la ville la plus renommée d'Orient et pas seulement de Judée ». Au sommet de la ville, le Temple, bâti sur l'esplanade où l'on voit aujourd'hui le dôme du Rocher et la mosquée al-Aqsa, constitue lui-même une forteresse protégée par de gigantesques murs dont subsistent encore les murs occidental et méridional. Elle s'étend sur le Sud de la vieille ville actuelle et au sud du Temple, là où est née la cité de David. Quant au Temple, qui reçoit les dons de toutes les communautés de la Diaspora, il suscite la convoitise des Romains comme le montre le vol dont s'est rendu coupable Gessius Florus et aussi le bas-relief de l'arc de Titus à Rome qui représente le butin rapporté du Temple. C'est un bâtiment long de dix-huit mètres sur neuf de large, haut de vingt-sept mètres dont Tacite dit qu'il était d'une « immense richesse » et dont les rabbins du Talmud avaient gardé un souvenir admiratif : « Celui qui n'a pas vu le Temple d'Hérode n'a jamais vu de bel édifice ».

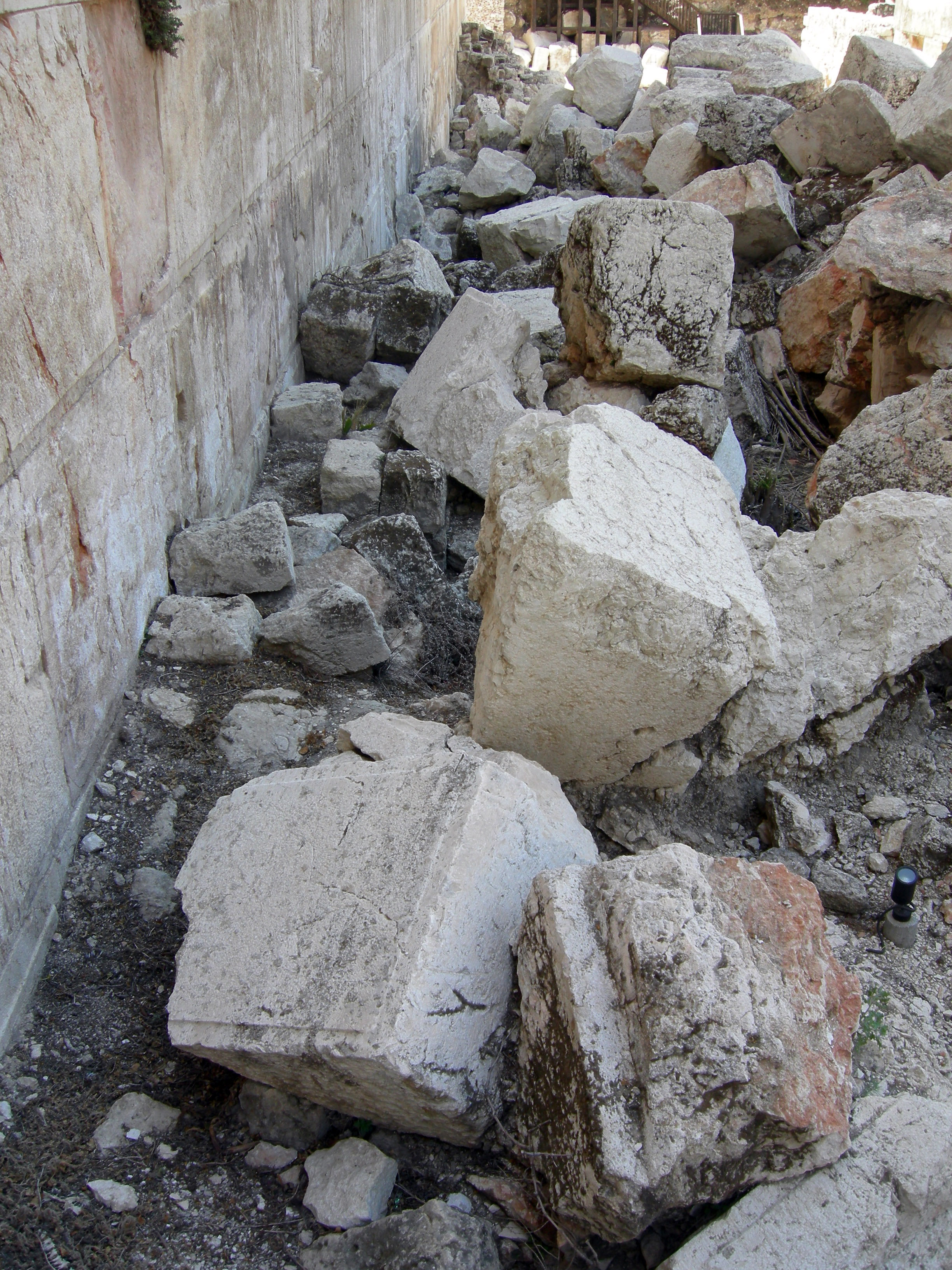
Vestiges supposés de la prise de Jérusalem, au pied du mur occidental.

### La chute du Temple et la prise de Jérusalem
Titus met donc le siège devant Jérusalem peu avant la Pâque 70. Il a avec lui quatre légions qu'il dispose d'abord sur les collines entourant Jérusalem, le mont Scopus et le mont des Oliviers. Malgré la gravité de la situation, les Juifs ne s'entendent toujours pas et Jean de Gischala profite de ce qu'Eléazar laisse les pèlerins venir au Temple célébrer la Pâque, pour y introduire ses hommes et s'en emparer, éliminant ainsi Éléazar.
Titus fait alors aplanir le terrain au pied des remparts de façon à en faciliter l'approche et construire des hélépoles (des tours roulantes) qui permettent à son armée de s'attaquer au nouveau rempart de la ville neuve, le moins haut des murs d'enceinte, situé au nord de Jérusalem. Le 25 mai 70, les troupes romaines peuvent le franchir, puis, cinq jours plus tard, le 30 mai, s'emparer du second rempart et de la ville neuve jusqu'au pied de la forteresse Antonia, tenue par Jean de Gischala.
Les Juifs de Jean de Gischala et de Simon bar Giora infligent encore aux Romains de lourdes pertes et Titus décide alors de construire autour de Jérusalem une muraille de 7 kilomètres de long pour mieux isoler la ville. Jérusalem possédait des provisions pour tenir le siège durant des années. Cependant, pour « motiver » les habitants au combat, les zélotes incendièrent ces provisions. La famine commence donc à faire ses ravages : « Les terrasses étaient encombrées de femmes et de petits enfants exténués, les ruelles de vieillards morts ; des garçons et des jeunes gens erraient comme des fantômes, le corps tuméfié. Sur les places, ils tombaient là où le fléau les accablait. Les malades n'avaient pas la force d'ensevelir les cadavres de leurs proches ; ceux qui étaient encore vigoureux différaient ce soin, effrayés par la multitude des cadavres et l'incertitude de leur propre sort ; beaucoup tombaient morts sur ceux qu'ils ensevelissaient ; beaucoup, avant que fût venu pour eux le moment fatal, succombaient dans ce labeur ». Et, malgré cela, la guerre civile continue alors dans Jérusalem où les zélotes se livrent toujours à de nombreuses exécutions sommaires, particulièrement parmi les prêtres.[réf. nécessaire]
Josèphe, qui, selon son propre récit, bénéficie de la protection des Romains pour avoir prédit plus tôt l'Empire à Vespasien, essaye de persuader ses compatriotes d'abandonner la lutte en les haranguant vainement du pied des remparts, ce qui lui vaut une blessure à la tête dont il se remet rapidement.
Le 20 juillet, les Romains réussissent à percer une brèche dans le rempart, pour se retrouver devant un nouveau rempart qui avait été construit à la hâte par les assiégés. Les Romains s'emparent ensuite de la tour Antonia qui est rasée.
Une fois encore, Titus dépêche Josèphe à Jean de Gischala pour lui demander de se rendre, de « cesser de souiller le sanctuaire et d'offenser Dieu » tout en l'autorisant à reprendre les sacrifices. Si Jean de Gischala ne l'entend pas, d'autres parmi les notables choisissent de fuir la ville.
De la tour Antonia, les Romains construisent une rampe d'accès à l'esplanade du Temple et progressent malgré la résistance des Juifs qui, pour les repousser, mettent le feu aux différents portiques qui entourent le Temple. En ce moment de la fin du siège quand les sacrifices quotidiens avaient cessé dans le Temple, la famine atteint en ville son point culminant : « en dernier lieu, ils usèrent du cuir de leurs ceintures et de leurs sandales ; ils grattèrent, pour la mâcher, la peau de leurs boucliers. D'autres se nourrirent de brindilles de vieux foin ». Josèphe cite aussi un cas de cannibalisme où une mère, Marie de Bathéchor, cuit et dévore son bébé.

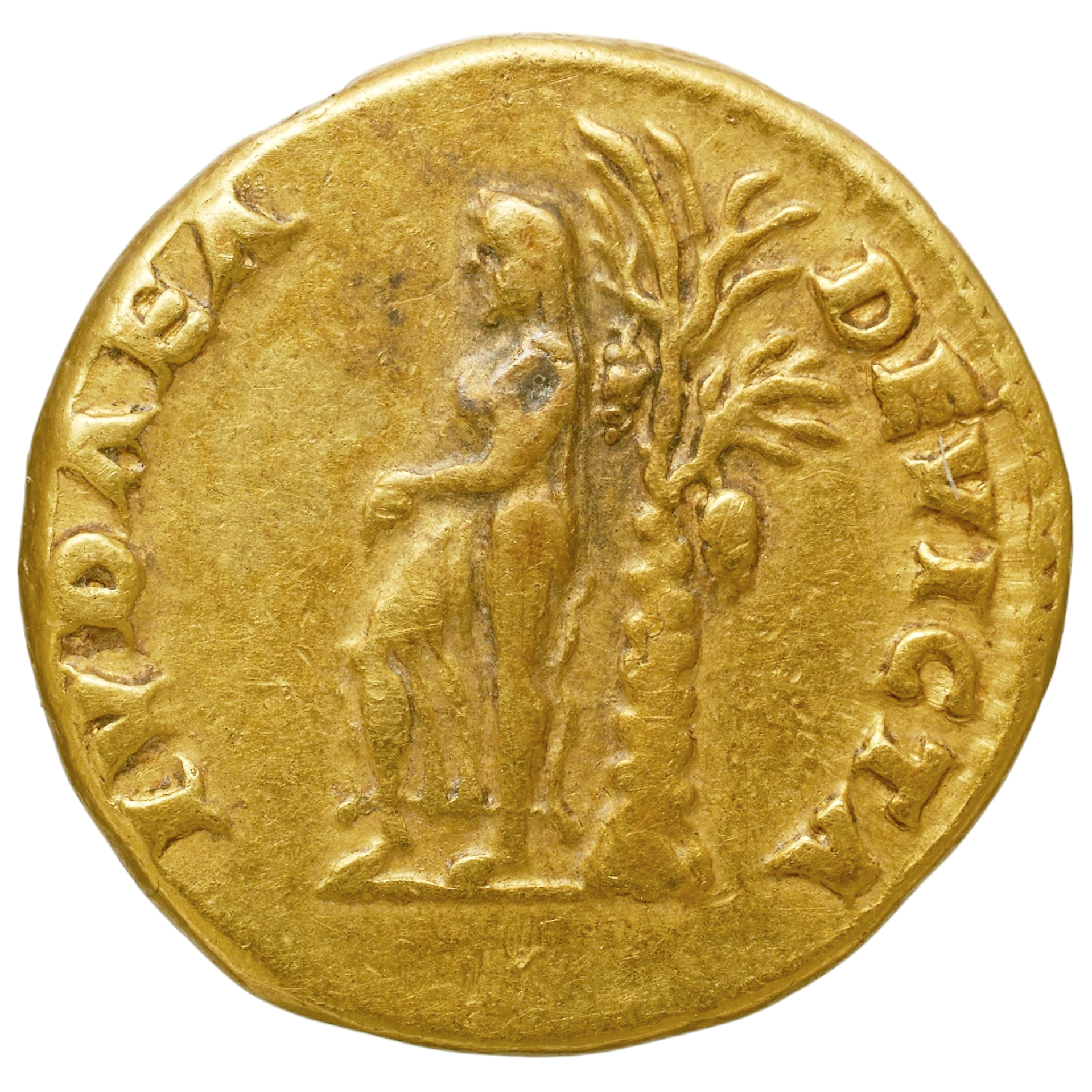
Aureus de Vespasien : IUDAEA DEVICTA (La Judée vaincue près d'un palmier). Département des Monnaies, médailles et antiques de la Bibliothèque nationale de France.

Les combats redoublent d'intensité dans les derniers jours d'août 70. Selon Josèphe, Titus réunit alors un conseil de guerre pour décider du sort du Temple, qu'il conclut en disant qu'il « ne brûlerait jamais un si bel ouvrage » mais cette version laisse sceptique d'autres historiens qui croient beaucoup plus à la responsabilité de Titus dans l'incendie du Temple. Finalement, le 29 août (10 du mois de Loos, selon Flavius Josèphe), quand les Romains s'approchent du Temple, un légionnaire jette un brandon dans le Temple qui s'embrase, et malgré les ordres de Titus, les Romains ne peuvent éteindre l'incendie.
La destruction du Temple ne donne pas le contrôle de la ville aux Romains. Une fois encore, selon Josèphe, Titus s'adresse aux Juifs, et plus particulièrement à Simon bar Giora et à Jean de Gischala, et exige leur reddition en échange de la vie sauve. Mais comme ceux-ci posent leurs conditions et demandent à pouvoir fuir au désert, Titus ordonne de prendre et piller la ville à laquelle les Romains donnent l'assaut le 25 septembre (8 du mois de Gorpiée selon Flavius Josèphe) en massacrant la population et en incendiant la ville. Simon bar Giora et Jean de Gischala sont faits prisonniers.
La ville est rasée, seuls en subsistent ce qui constitue aujourd'hui le mur occidental et les tours Hippicus, Mariamme et Phasaël appelée aujourd'hui la tour de David.
Selon Flavius Josèphe, le nombre de prisonniers de guerre s'élève à 97 000 et le nombre de morts pendant le siège à 1 100 000, ce qui peut paraître exagéré même s'il faut se rappeler que le siège a commencé peu avant la Pâque, fête de pèlerinage où les Juifs avaient l'habitude de se rendre à Jérusalem. 700 prisonniers, dont Simon bar Giora et Jean de Gischala, sont emmenés à Rome pour le triomphe de Titus. Jean de Gischala meurt en prison et Simon bar Giora est exécuté après le triomphe.

## La fin de la guerre et le triomphe de Titus

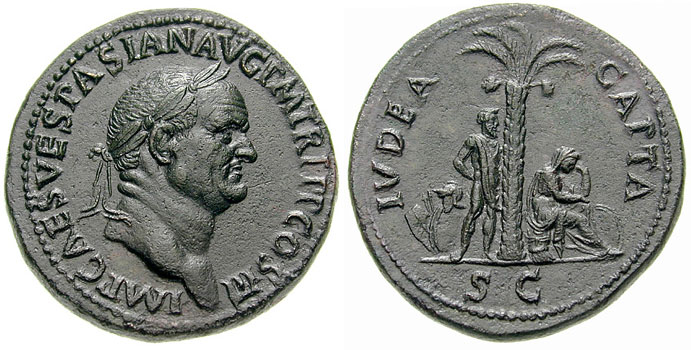
Sesterce frappé en 71 à l'effigie de Vespasien. Judea capta : une Juive pleure à côté d'un prisonnier aux mains attachées dans le dos.

La chute de Jérusalem ne marque pas tout à fait la fin de la guerre car quelques places fortes restent aux mains des Juifs. Titus charge un légat, Lucilius Bassus, de réduire les dernières poches de résistance. Hérodion, palais-forteresse non loin de Bethléem, où est enterré Hérode, tombe rapidement, suivie de Machéronte, sur la rive est de la mer Morte. Mais il faut attendre 3 ans pour que le successeur de Lucilius Bassus, Flavius Silva (en), puisse s'emparer de Massada, autre palais-forteresse du roi Hérode, sur un piton au-dessus de la Mer morte, où les défenseurs, sous la conduite du sicaire Éléazar ben Yaïr, se suicident avec femmes et enfants pour éviter de se rendre.
Quant à Titus, il retourne d'abord à Césarée, où il donne, en l'honneur de son père Vespasien et de son frère Domitien, des jeux avec des prisonniers juifs, puis il part à Alexandrie d'où il revient à Rome. Il y est organisé le triomphe où participent les prisonniers juifs et que l'on voit représenté sur une frise de l'arc de Titus tel que l'a longuement décrit Flavius Josèphe, qui ne manque pas de citer parmi le butin, celui pris aux Juifs : « on distinguait dans tout le butin les objets enlevés au Temple de Jérusalem : une table d'or, du poids de plusieurs talents, et un chandelier d'or du même travail, mais d'un modèle différent de celui qui est communément en usage, car la colonne s'élevait du milieu du pied où elle était fixée et il s'en détachait des tiges délicates dont l'agencement rappelait l'aspect d'un trident. Chacune était, à son extrémité, ciselée en forme de flambeau ; il y avait sept de ces flambeaux, marquant le respect des Juifs pour ce nombre. On portait ensuite, comme dernière pièce du butin, une copie de la loi des juifs. ».

## Conséquences de la prise de Jérusalem

### Sur le plan politique et démographique
La chute de Jérusalem marque la fin de 4 ans de guerre, le début de la deuxième diaspora. Tout le territoire juif devient une province impériale, la Judée est directement administrée par un gouverneur prétorien. Des vétérans de l'armée romaine fondent plusieurs colonies. Les contributions au temple sont désormais versées sous la forme juridique de fiscus judaicus au temple de Jupiter Capitolin. Agrippa II qui fut l'allié de Titus, sera le dernier roi de la dynastie hérodienne.
Sur le plan démographique, la chute de Jérusalem ne fait qu'accentuer les tendances déjà observées aux siècles précédents, à savoir la montée en importance de la diaspora juive aux dépens de l'influence du judaïsme établi en Israël. La communauté juive de Rome reçoit un renfort lié aux prisonniers déportés dans cette ville mais surtout les judaïsmes alexandrin et babylonien deviennent prépondérants. C'est le judaïsme alexandrin qui mène la révolte suivante contre Rome qui se termine par son anéantissement et c'est autour de Babylone, hors l'Empire romain, que vont se développer les plus productives des académies talmudiques.

### Sur le plan religieux
La chute de Jérusalem et surtout la destruction du Temple ont des conséquences plus profondes sur le plan religieux. Juifs et chrétiens font des lectures différentes de cet événement. Quant aux musulmans, dans le Coran au chapitre no 17 au verset 4 jusqu'au 8,Dieu relate que les enfants d'Israël seront corrupte en excès deux fois sur terre, et à chaque fois Dieu envoie des armées hostiles aux enfants d'Israël pour détruire le temple et les expulser.

#### Pour les juifs
Le Temple est au cœur du culte juif tel qu'il est décrit dans la Bible et le Lévitique détaille longuement les sacrifices qui y étaient donnés. Les Sadducéens qui fondaient exclusivement leur pratique religieuse sur la Torah ont disparu de la tradition juive avec la chute du Temple. Ce sont les pharisiens derrière Yohanan ben Zakkaï et les docteurs de la Mishna qui ont sauvé le judaïsme en l'établissant sur de nouvelles bases et particulièrement en faisant de la prière le cœur du culte au lieu du sacrifice et en instituant la synagogue comme lieu de culte, en remplacement du Temple. La synagogue rappelle dans son plan traditionnel le Temple de Jérusalem et, à sa tête, il y a, non plus un prêtre, descendant d'Aaron, mais un rabbin qui n'est que le plus sage ou le plus savant des membres de la communauté. Yohanan ben Zakkaï rétablit un Sanhédrin à Yavné qui va rester la plus haute autorité juive avant sa disparition progressive au Ve siècle.
Mais le souvenir de Jérusalem et du Temple est toujours au centre du culte juif. La prière journalière du matin souhaite la reconstruction de Jérusalem et les Juifs évoquent, lors de quelques événements solennels, le souvenir de Jérusalem et de son Temple. Deux jeûnes commémorent la chute du Temple : le jeûne du 17 Tammouz rappelle la première brèche dans les remparts de Jérusalem et celui du 9 Av, jour le plus triste du judaïsme, est institué en souvenir des destructions des premier et second Temples. La cérémonie du Seder de Pâque comporte un œuf dur, nourriture de deuil qui rappelle le Temple de Jérusalem et se termine dans toutes les familles juives tant soit peu pratiquantes par le souhait « l'année prochaine à Jérusalem ». Et tous ceux qui ont assisté à un mariage juif ont entendu le jeune marié briser un verre à la fin de la cérémonie, toujours en souvenir de la perte du Temple de Jérusalem, que chaque juif doit se rappeler, même dans les moments de joie.
Pour les rabbins du Talmud qui ne se réfèrent jamais à Flavius Josèphe, la destruction du Temple est due, non pas à la supériorité militaire des Romains, mais bien à la haine gratuite qui régnait entre les Juifs. Elle « se rattache à une longue suite de malheurs que Dieu fait subir à son peuple pour lui rappeler les devoirs de son élection ».
Selon la tradition du Seder Olam Rabba, la chute du second Temple eut lieu en 3828 de la Création du Monde, soit en 68/69 de l'ère chrétienne et non en 70,.
Les Juifs prient pour la reconstruction du Temple : si les Juifs de la Diaspora terminent le Séder de Pessah sur les mots « l'année prochaine à Jérusalem », ceux de Jérusalem précisent « Jérusalem reconstruite » par allusion au Temple. Quant à la prophétie d'Ézéchiel, elle est vue par les Juifs comme l'annonce du troisième Temple de Jérusalem.

##### Le récit du siège dans le Talmud
Dans le traité Guittin du Talmud ainsi que dans le traité Avot de Rabbi Nathan, le siège de Jérusalem est évoqué différemment de l’œuvre de Flavius Josèphe : ce n'est pas Titus qui mène le siège mais son père Vespasien. Celui-ci est en relativement bons termes avec un rabbin célèbre Yoḥanan ben Zakkaï qui essaye aux premiers temps du siège de convaincre les Juifs d'accepter les conditions de Vespasien dans trois discours où il explique que la guerre est sans espoir. L'incendie des vivres le convainc que tout est perdu. Yoḥanan ben Zakkaï s'échappe de Jérusalem dans un cercueil porté par ses disciples et se retrouve dans le camp romain où il prédit l'Empire à Vespasien. Vespasien le récompense en lui offrant sa protection pour créer une école dans une ville, Yavné où il pourra reconstruire le judaïsme et en assurer la survie. Le judaïsme est parti pour une nouvelle époque, un « judaïsme sans Temple ».
Les similitudes avec le récit de Flavius Josèphe sont assez troublantes, sauf que dans le Talmud dans des textes postérieurs à l'œuvre de Josèphe, c'est Yohanan ben Zakkaï qui joue une partie du rôle que Josèphe s'attribue dans la Guerre des Juifs.

#### Pour les chrétiens
Jérusalem est le lieu de la Passion du Christ. C'est au IVe siècle que la mère de Constantin, Hélène, visite Jérusalem et y identifie les lieux saints. Sur le plan théologique, selon les Évangiles, Jésus prophétise la destruction de Jérusalem selon Matthieu (24, 1-3) et Luc (19,43). Pour Paul de Tarse, dans l'Épître aux Corinthiens (3, 16), l'Église constitue le nouveau Temple et ainsi elle devient le vrai Israël (verus Israel), privant le Temple de sa raison d'être. Les pères de l'Église vont même plus loin, tel Tertullien pour qui la destruction du Temple est la preuve de la venue du Messie. C'est la théologie de la substitution, selon laquelle le christianisme aurait été substitué au judaïsme dans le dessein de Dieu, théorisée pour la première fois par Justin de Naplouse dès le IIe siècle et pour beaucoup responsable de l'antijudaïsme chrétien.
Dans un sermon, Jacques-Bénigne Bossuet va encore plus loin ; il n'hésite pas à affirmer : « C'était le plus grand de tous les crimes : crime jusqu'alors inouï, c'est-à-dire le déicide, qui aussi a donné lieu à une vengeance dont le monde n'avait vu encore aucun exemple… Les ruines de Jérusalem encore toutes fumantes du feu de la colère divine […]. Ô redoutable fureur de Dieu, qui anéantis tout ce que tu frappes ! […] Ce n'était pas seulement les habitants de Jérusalem, c'était tous les juifs que vous vouliez châtier (au moment où l'empereur Titus a mis le siège devant la ville, les juifs s'y trouvaient en foule pour célébrer la Pâque). ». Ce type de sermon aura une influence considérable jusque dans le courant du XXe siècle.
Beaucoup plus récemment, le 14 mai 1948, jour de la création de l'État d'Israël, l'Osservatore Romano écrit : « L'Israël moderne n'est pas l'héritière de l'Israël biblique. La Terre sainte et ses lieux saints n'appartiennent qu'au christianisme, le vrai Israël ».
Il faut attendre l'encyclique Nostra Ætate de Paul VI en octobre 1965 et Jean-Paul II à la synagogue de Rome le 13 avril 1986, saluant les Juifs du nom de « frères aînés » pour que cette position soit remise en question.
Le pape Benoît XVI remettra les choses au point lorsque, évoquant l'exclamation que Matthieu impute aux habitants de Jérusalem « Que son sang soit sur nous et sur nos enfants » (Mt 27, 25), il précise qu'elle ne doit pas être interprétée d'une façon négative : « ce n'est pas une malédiction, mais une rédemption, un salut. » Car pour le pape, le sang de Jésus « n'exige ni vengeance ni punition, mais est réconciliation ».

#### Pour les musulmans
Comme les Nazôréens et les Sabéens du syncrétisme desquels il est peut-être issu et peut-être pour aider à la conversion des Juifs de Médine, l'islam prie initialement en direction de Jérusalem. À une date inconnue, La Mecque est ensuite substituée à Jérusalem, tant pour le pèlerinage que pour la direction de la prière (qibla). En 638, après la conquête musulmane 'Umar conserve le nom de la ville de l'époque (Ælia) sous la forme « Iliya (إلياء) », mais remplace la référence à Jupiter Capitolin qui y était associé par Bayt al-Maqdis qui signifie littéralement « la Maison du sanctuaire », équivalent du terme hébreu Beit ha-Mikdash qui dans les deux cas désigne le Temple de Jérusalem, ou le lieu de prosternation lointain (Al Aqsa) mentionné dans le Coran, où se situait auparavant le Temple,,. En 135, Jérusalem a en effet été entièrement détruite et une ville grecque interdite aux Juifs sous peine de mort, y a été reconstruite sous le nom d'Ælia Capitolina, mais en laissant le mont du Temple à l'abandon. Malgré ce qui se dit souvent, il n'y a aucune preuve archéologique qu'un temple païen ait été construit sur le site de l'ancien Temple de Jérusalem et que ce serait la cause du déclenchement de la révolte de Bar Kokhba. Seule, une statue de Jupiter y a possiblement été érigée. De même, « rien ne permet, bien au contraire, de penser » que l'interdit d'accès aux Juifs « ne demeura pas en vigueur jusqu'à ce qu'il fût renouvelé par les empereurs chrétiens ».
À Ælia/Iliya, la construction de la mosquée a lieu sur le « lieu de prosternation lointain », sens de l'expression « mosquée Al-Aqsa » que l'on trouve à plusieurs reprises dans le Coran. Selon la tradition musulmane, lors de la conquête musulmane, le mont du Temple est un lieu à l'abandon qui sert de dépotoir. Cette affirmation rejoint celle des Pères de l'Église — et notamment Jérôme de Stridon — qui disent la même chose, souvent dans des diatribes anti-judaïques. Toutefois Poznanski estime « qu'il s'agisse des chrétiens […] ou des musulmans […], la construction de lieux saints sur l'emplacement ou à l'abord du Temple détruit symbolise leur volonté de se substituer à une religion déchue ».

### Sources primaires
- Flavius Josèphe, La guerre des Juifs, site de http://remacle.org/ Philippe Remacle, 75 (lire en ligne).